# 서소문로

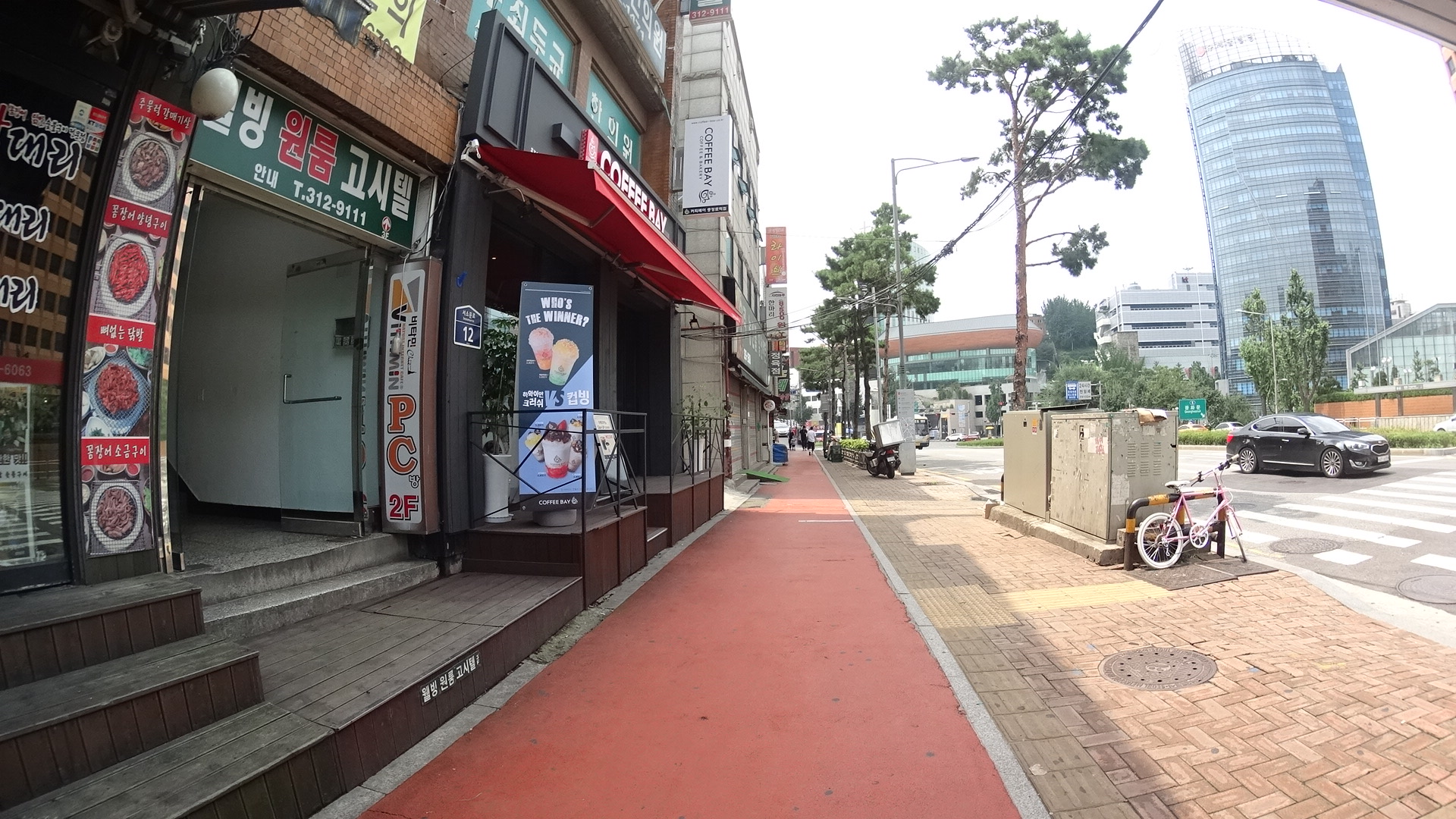
서소문로 12번지 부근 인도 풍경

서소문로(西小門路, Seosomun-ro)는 서울특별시 서대문구 충정로3가 414에서 중구 태평로2가 340-6을 잇는 도로이다. 도로의 총 길이는 1,440 m이고, 왕복 6차선 짜리 도로이다. 이 도로는 조선시대 도읍지인 한양(漢陽)의 사소문(四小門) 중의 하나인 소의문(昭義門)의 별칭에서 기인한다.

## 연혁
- 2010년 4월 22일: 도로명 주소 고시

## 주요 경유지
서울특별시
- 중구 (중림동 - 의주로1가 - 의주로2가 - 순화동 - 서소문동 - 태평로2가)
- 서대문구 (충정로3가 - 합동 - 미근동)

## 노선
| 교차로 · 교량                                   | 접속 노선    | 소재지   | 소재지 | 소재지 | 소재지 | 비고             |
| ----------------------------------------------- | ------------ | -------- | ------ | ------ | ------ | ---------------- |
| 충정로사거리                                    | 경기대로     | 서대문구 | 충현동 | 중구   | 중림동 |                  |
| 충정로사거리                                    | 충정로       | 서대문구 | 충현동 | 중구   | 중림동 |                  |
|                                                 | 중림로       | 서대문구 | 충현동 | 중구   | 중림동 | 교차로 이름 없음 |
| 상수도사업본부삼거리                            | 청파로       | 서대문구 | 충현동 | 중구   | 중림동 | 서소문고가차도   |
| 서소문고가도로(2025년 9월 21일 철거) (경의본선) |              | 서대문구 | 충현동 | 중구   | 중림동 | 서소문고가차도   |
| 경찰청앞                                        | 통일로       | 서대문구 | 충현동 | 중구   | 중림동 | 서소문고가차도   |
| 경찰청앞                                        | 통일로       | 중구     | 중구   | 소공동 | 소공동 | 서소문고가차도   |
| 시청                                            | 세종대로     | 중구     | 중구   | 소공동 | 소공동 |                  |
| 시청                                            | 세종대로18길 | 중구     | 중구   | 소공동 | 소공동 |                  |
| 세종대로18길과 직결                             |              |          |        |        |        |                  |

## 부속도로
- ●: 전 구간 해당
- ▲: 일부 구간 해당
- ✖: 해당 없음

| 도로명       | 기점            | 종점           | 총연장 (m) | 차량 통행 가능 | 일방통행 | 소재지 | 소재지 |
| ------------ | --------------- | -------------- | ---------- | -------------- | -------- | ------ | ------ |
| 서소문로2길  | 중림동 398-1    | 중림동 196-1   | 397        | ▲              | ✖        | 마포구 | 공덕동 |
| 서소문로2길  | 중림동 398-1    | 중림동 196-1   | 397        | ▲              | ✖        | 중구   | 중림동 |
| 서소문로6길  | 중림동 500      | 중림동 473-5   | 275        | ●              | ✖        | 중구   | 중림동 |
| 서소문로8길  | 의주로2가 16-68 | 중림동 355     | 273        | ●              | ✖        | 중구   | 중림동 |
| 서소문로9길  | 순화동 6-20     | 순화동 1-170   | 219        | ●              | ✖        | 중구   | 소공동 |
| 서소문로11길 | 서소문동 54-2   | 정동 34-3      | 312        | ●              | ●        | 중구   | 소공동 |
| 서소문로12길 | 서소문동 75     | 서소문동 130-2 | 270        | ●              | ✖        | 중구   | 소공동 |

## 같이 보기
- 마포대로
- 신촌로
- 을지로
- 충정로
- 태평로